# McLaren W1
McLaren W1 (кодовое обозначение P18) — спорткар британского автопроизводителя McLaren, производство которого намечено на 2025 год. Является преемником McLaren F1 и McLaren P1. Впервые был представлен 6 октября 2024 года. 

## Описание
W1 основан на платформе McLaren Carbon Lightweight Architecture (MCLA) из углеродного волокна. При массе 1399 кг и суммарной мощности 1275 л. с. McLaren W1 имеет удельную мощность 911 л. с.
W1 является самым быстро разгоняющимся автомобилем McLaren. До 100 км/ч автомобиль разгоняется за 2,7 сек., до 200 км/ч  — за 5,8 сек., а до 300 км/ч — за 12,7 сек. Заявленная максимальная скорость ограничена до 350 км/ч.
Ожидаемая стоимость составляет 2,1 млн долларов США. Планируемое количество — 399 экземпляров.

## Технические характеристики
McLaren W1 оснащён 4,0-литровым двигателем V8 (обозначенным MHP-8) с двойным турбонаддувом и подключаемым модулем, который включает в себя электродвигатель с радиальным потоком и блоком управления двигателем. Двигатель V8 развивает мощность 928 л. с., в то время как электродвигатель развивает мощность до 347 л. с. и крутящий момент 440 Н⋅м. Суммарная мощность составляет 1275 л. с., а суммарный крутящий момент — 1340 Н⋅м.